# Petrache Poenaru (métro de Bucarest)
Pour les articles homonymes, voir Petra.
Petrache Poenaru (anciennement Semanatoarea) est une station de métro roumaine de la ligne M1 du métro de Bucarest. Elle est située dans le quartier Grozăvești, Sector 6 de la ville de Bucarest. Elle est sur une rive de la Dâmbovița dans un quartier industriel et résidentiel.
Elle est mise en service en 1975.
Exploitée par Metrorex elle est desservie par les rames de la ligne M1, qui circulent quotidiennement entre 5 h 0 et 23 h 0 (heure de départ des terminus). Un arrêt de bus est situé à proximité.

## Situation sur le réseau
Établie en souterrain la station Petrache Poenaru dispose d'une plateforme de passage avec deux quais latéraux encadrant les deux voies de la ligne M1 du métro de Bucarest. Elle est située entre les stations Crângași, en direction de Dristor 2, et Grozăvești, en direction de Pantelimon.

## Histoire
La station terminus « Semanatoarea » est mise en service le 16 novembre 1979, lors de l'ouverture à l'exploitation de la première ligne du métro de Bucarest, longue de 8,63 kilomètre, venant de Timpuri Noi.
Elle devient une station de passage le 22 décembre 1984, lors de l'ouverture du prolongement de 0,96 kilomètre jusqu'à Crângași.
C'est en juillet 2009 qu'elle est renommée Petrache Poenaru, nom l'inventeur roumain du stylo-plume.

## Service des voyageurs

### Accueil
La station dispose de deux bouches de métro, couvertes par un petit bâtiment, sur la Splaiul Independenței. Des escaliers, ou des ascenseurs pour les personnes à mobilité réduite, permettent de rejoindre la salle des guichets et des automates pour l'achat des titres de transport (un ticket est utilisable pour un voyage sur l'ensemble du réseau métropolitain).

### Desserte
À la station Petrache Poenaru, la desserte quotidienne débute avec le passage des rames parties des stations terminus de la M1 à 5 h 0 et se termine avec le passage des dernières rames ayant pris le départ à 23 h 0 des stations terminus.

### Intermodalité
À proximité des arrêts de bus sont desservis par la ligne 601.